# 집행자 (2002년 영화)
《집행자》(영어: The Salton Sea)는 2002년에 개봉한 미국의 네오누아르 범죄 스릴러 영화이다. D. J. 커루소가 연출하고, 밸 킬머, 빈센트 도노프리오 등이 출연하였다.
로스앤젤레스의 LA 센터 스튜디오와 영화의 배경인 남부 캘리포니아 솔턴호에서 촬영되었다.

## 줄거리
주인공은 솔턴호에서 아내가 살해된 후 아내의 살해범들을 끌어내리기 위해 메스암페타민 중독자 행세를 하며 암흑가를 파헤친다.

## 출연진
- 밸 킬머 - 대니 파커/톰 밴앨런 역
- 빈센트 도노프리오 - 홀랜드 데일 “푸베어” 몬티 역
- 애덤 골드버그 - 쿠조 역
- 루이스 구스만 - 퀸시 역
- 더그 허치슨 - 거스 모건 역
- 앤서니 러팔리아 - 앨 가세티 역
- 글렌 플러머 - 보비 역
- 피터 사즈가드 - 지미 더 핀 역
- 데버라 케라 엉거 - 콜렛 본 역
- 샨드라 웨스트 - 리즈 밴앨런 역
- B.D. 웡 - 버바 역
- R. 리 어미 - 번 플러머 역
- 셜롬 할로 - 낸시 역
- 셜리 나이트 - 낸시 플러머 역
- 미트 로프 - 보 역
- 대니 트레이호 - 리틀 빌 역

## 반응
로저 이버트는 시카고 선타임스 리뷰에서 별 넷 만점에 셋을 주었다.
평론가 데이비드 에덜스틴은 슬레이트 리뷰에서 밸 킬머의 연기를 호의적으로 평가하였다.

## 우리말 녹음
SBS 성우진 (2008년 5월 25일)
- 이정구 - 대니 파커/톰 밴앨런(밸 킬머)
- 김환진 - 푸베어(빈센트 도노프리오)
- 고재균 - 쿠조(애덤 골드버그)
- 김태웅 - 퀸시(루이스 구스만)
- 안용욱 - 거스 모건(더그 허치슨)
- 김소형 - 앨 가세티(앤서니 러팔리아) / 보비(글렌 플러머)
- 이원준 - 지미 더 핀(피터 사즈가드)
- 이미자 - 콜렛(데버라 케라 엉거)
- 엄현정 - 리즈(샨드라 웨스트)
- 정재헌 - 버바(B.D. 웡)
- 박신희 - 낸시(셜롬 할로)